# SN 2008B
SN 2008B – supernowa typu IIn odkryta 2 stycznia 2008 roku w galaktyce NGC 5829. W momencie odkrycia miała maksymalną jasność 16,40m.